# Bitwa pod Crécy

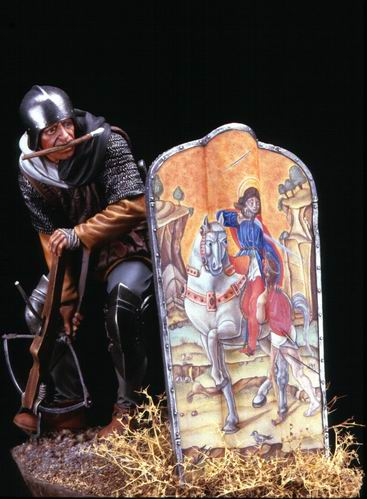
Kusznik chroniony pawężą przeładowuje kuszę

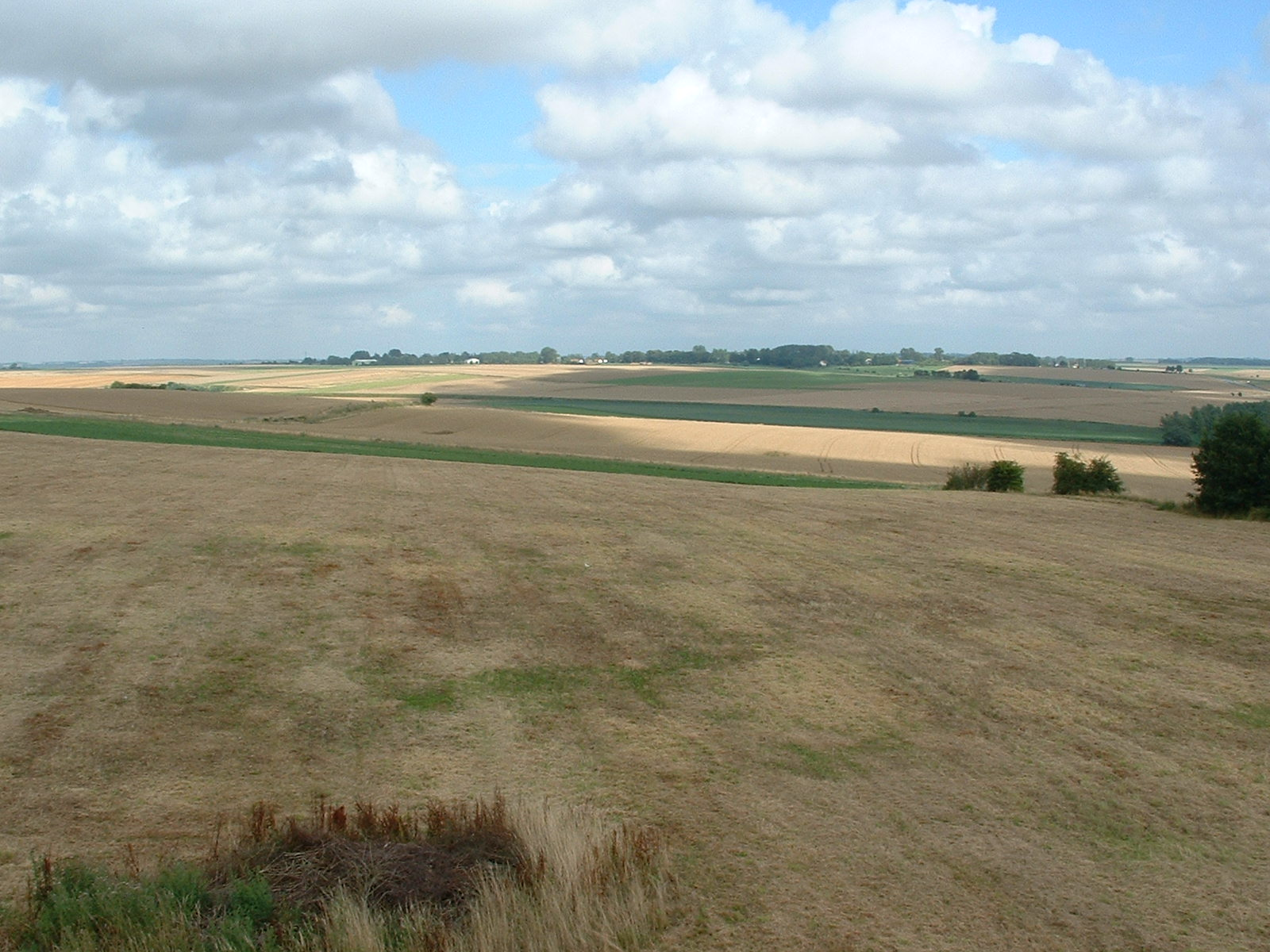
Pola między Crécy-en-Ponthieu i Wadicourt, gdzie rozegrała się bitwa

Bitwa pod Crécy (fr. Bataille de Crécy, ang. Battle of Crécy) – starcie zbrojne, które miało miejsce 26 sierpnia 1346 r. w okolicach Crécy-en-Ponthieu (Pikardia w północnej Francji) między wojskami angielskimi króla Edwarda III i francuskimi króla Filipa VI. Bitwa była wynikiem walk o sukcesję tronu Francji, do którego rościli sobie prawa angielscy władcy, a które przeszły do historii pod nazwą wojny stuletniej.

## Prolog
Po kilku nieudanych próbach wciągnięcia wojsk francuskich do generalnej bitwy Edward III zarządził odwrót swoich oddziałów na północ. Wojska Filipa VI ruszyły za nim w pościg, aby pokonać go w sprzyjających dla siebie warunkach przy brodach nad Sommą, Anglicy jednak, pokonując słaby opór obrońców brodu, zdołali się przeprawić w ostatniej chwili na drugi brzeg rzeki i to oni wybrali dogodne dla siebie miejsce do bitwy.

### Przygotowania Anglików
Edward ulokował swoje oddziały na wzgórzu, co zapewniało dogodne warunki do obserwacji przeciwnika i miało spowolnić tempo ewentualnego ataku. Liczebność walczących oddziałów nie jest do końca poznana. Różne szacunki oceniają siły francuskie na 20 do 40 tysięcy żołnierzy, w tym 12 tysięcy zbrojnych i 6 tysięcy kuszników genueńskich, a siły angielskie na 8 do 14 tysięcy żołnierzy, w tym 2–3 tysiące zbrojnych, 5–10 tysięcy łuczników, tysiąc włóczników. Jedno jest pewne – przewaga liczebna Francuzów była znaczna, ale wojsko Edwarda III dysponowało najnowocześniejszą bronią: trzema armatami. Ich skuteczność nie była duża, robiły natomiast mnóstwo huku i dymu, co bez wątpienia mogło przestraszyć wroga. Wzmianka o angielskich armatach w bitwie pod Crécy uznawana jest za pierwszą pewną informację o bojowym użyciu tej broni w polu.
Anglicy bardzo solidnie przygotowali się do czekającej ich bitwy. Cały 25 sierpnia poświęcili na wytyczenie i umocnienie pozycji obronnych zasiekami, rowami, częstokołem. Rycerze bez sprzeciwu wykonali także królewski rozkaz, zgodnie z którym mieli stanąć do bitwy obok zwykłych żołnierzy. W innych feudalnych armiach byłoby to nie do pomyślenia.
Edward ustawił oddziały w trzech liniach. Pierwszą stanowiły dwa silne oddziały tworzące skrzydła ugrupowania. Lewym składającym się z 500 rycerzy, 2 tysięcy łuczników oraz kopijników dowodzili earlowie Arundel i Northampton. Dowództwo prawego przypadło synowi króla, mającemu ledwie 16 lat królewiczowi Edwardowi, zwanemu później „Czarnym Księciem”. Podlegało mu 4 tysiące ludzi.
Angielska pierwsza linia miała długość niemal 2 kilometrów. Podejście do niej utrudniały przeszkody terenowe: wilcze doły i setki wbitych pod kątem zaostrzonych pali. Na przedpolu rozrzucono znaczną liczbę metalowych gwiazdek kaleczących końskie kopyta. Po bokach obu skrzydłowych oddziałów zajęły pozycje oddziały łuczników ustanowione w trójkąt wymierzony wierzchołkiem w przeciwnika; za centrum każdego ze skrzydeł stanęła ciężkozbrojna jazda jako rezerwa. Król umieścił swoje stanowisko w wiatraku na dominującym nad polem bitwy wzgórzu. Na lewo i prawo od niego stanęło około 700 ciężkozbrojnych i pozostała część łuczników. Dalej z tyłu rozmieszczone zostały tabory i ich ochrona.

## Przebieg bitwy

### Przegląd sił angielskich i genueńskich
Bitwa rozpoczęła się od pojedynku łuczników angielskich i genueńskich kuszników, ustawionych przez Filipa z przodu formacji. Z pojedynku tego zwycięsko wyszli Anglicy – ich długie (dochodzące do dwóch metrów), wykonane z cisowego drewna walijskie łuki miały zasięg około 300 metrów. Ciężką zbroję jeźdźca przebijały z 50 metrów. Swą przewagę wykazały jednak przede wszystkim w szybkostrzelności: sprawny łucznik (a tylko tacy towarzyszyli Edwardowi III) w ciągu minuty potrafił oddać nawet 8–12 strzałów, przy maksymalnie 2 strzałach swego genueńskiego przeciwnika.  Anglicy doskonale wykorzystali również przewagę terenową oraz brak osłony oddziałów wroga, którego pawęże (wysokie tarcze służące ochronie w czasie ładowania kuszy) nie dotarły na czas wraz z taborem.

### Atak kuszników genueńskich
Kusznicy genueńscy choć świetnie wyszkoleni i zdyscyplinowani, wyczerpani byli wielogodzinnym marszem, podczas którego musieli sami dźwigać swą ciężką broń. Dodatkowo tuż przed pierwszym starciem potężna ulewa rozmoczyła cięciwy ich kusz (łucznicy angielscy szybko cięciwy zdjęli i na czas deszczu ukryli w hełmach). Dowodzący Genueńczykami Antonio Doria i Carlo Grimaldi, pomimo iż sygnalizowali te problemy, otrzymali rozkaz ataku. Zmęczeni kusznicy z bojowym okrzykiem na ustach ruszyli do przodu, znajdując się z góry na przegranej pozycji. Nie dość, iż musieli się wspinać po śliskim zboczu, to cel z powodu oślepiających promieni zachodzącego słońca był dla nich słabo widoczny. Około 130 metrów od linii nieprzyjaciela oddali pierwsze strzały. Namoknięte cięciwy straciły jednak elastyczność i bełty spadały przed angielskimi szeregami. Z kolei już pierwsze salwy łuczników Edwarda III zebrały straszne żniwo – setki rannych i zabitych Genueńczyków padło na ziemię. Przestraszony Doria zarządził odwrót, co poczytane zostało przez Filipa VI za dezercję. Król wysłał do boju rwącą się do walki, zniecierpliwioną francuską jazdę. Nie czekał przy tym na powrót kuszników, których pierwsza szarża dosłownie zmiażdżyła („Zabijcie to hultajstwo” miał rzec król).

### Atak francuskiej konnicy
Francuzi, pewni swej przewagi liczebnej, wbrew radom doświadczonych dowódców nie skoordynowali jednak ataku. Ten nie miał odpowiedniej siły uderzeniowej i nie pozwolił przełamać linii angielskich. Ponawiane wielokrotnie szarże (było ich 16) nie przyniosły efektu, a kolejne fale zbrojnych wpadały na siebie, zwielokrotniając zamieszanie spowodowane już wcześniej ciągłym ostrzałem łuczników angielskich i wilczymi dołami wykopanymi przed frontem oddziałów Edwarda. Ciała zabitych i rannych koni wraz ze strąconymi z siodeł jeźdźcami utworzyły drgające kłębowisko. Wkrótce ku unieruchomionym rycerzom rzucili się lekkozbrojni piechurzy walijscy i irlandzcy, by ich dobić. W walce zginął Jan Luksemburski, król czeski. 50-letni władca stając do bitwy był ślepy. Pragnął jedynie umrzeć otoczony chwałą. Kiedy dowiedział się, że klęska jest nieunikniona, kazał przywiązać się do dwóch rycerzy i z okrzykiem: „Nie będzie to, żeby czeski król z pola uciekał!” pogalopował na szeregi angielskich łuczników. Rozgorzała walka wręcz, która na niektórych odcinkach przyniosła Francuzom niewielkie sukcesy, w końcu jednak na polu bitwy w roli zwycięzców pozostali Anglicy.
Ostatnim akordem bitwy była klęska spóźnionej piechoty francuskiej, która przybyła na pole bitwy w dniu następnym.

## Podsumowanie bitwy
Straty obu przeciwników są trudne do określenia. Francuzi stracili 1542 rycerzy, w tym sojusznika, króla Czech Jana Luksemburskiego oraz brata króla, Karola hrabiego Alençon, i nieznaną liczbę kuszników i piechoty, prawdopodobnie kilka tysięcy. Wśród rannych był sam król Filip, który ratował się ucieczką. Straty angielskie były nieznaczne, oceniane są na 100 do 300 ludzi. Historia wojen zna niewiele przykładów podobnej dysproporcji strat w sytuacji użycia sił proporcjonalnych liczebnie i nieróżniących się zbytnio jakością uzbrojenia (podobnymi przykładami są bitwy pod Kircholmem, Kłuszynem, czy Chocimiem).
Długoterminowym efektem bitwy było zdobycie przewagi militarnej i psychologicznej przez Anglików, co skutkowało pozostawieniem samych sobie obrońców oblężonego Calais i utrata tego ważnego portu w 1347.